# يوم القطط العالمي
يوم القطط العالمي هو احتفال سنوي في 8 أغسطس من كل عام. بدأ الاحتفال به لأول مرة عام 2002م من قبل الصندوق الدولي للعناية بالحيوان.
يتم الاحتفال بهذا اليوم في 17 فبراير في معظم أوروبا، بينما يتم الاحتفال به في 1 مارس في روسيا، وتحتفل الولايات المتحدة باليوم الدولي للقطط واليوم الوطني الأمريكي للقطط في 29 أكتوبر من كل عام.